# Jean-Pierre Gattégno
Pour les articles homonymes, voir Gattegno.
Œuvres principales
- Neutralité malveillante (1992)
- Mortel transfert (1997)

Jean-Pierre Gattégno est un écrivain français né à Brive-la-Gaillarde le 10 mai 1944. Il a à son actif onze romans policiers dont trois ont été adaptés au cinéma.

## Biographie
Jean-Pierre Gattégno est né à Brive-la-Gaillarde en 1944, d'un père ottoman et d'une mère grecque. Après des études de lettres à l’Université de Paris VII, Jean-Pierre Gattégno enseigne la littérature en province puis à Paris. Il a enseigné le français à l'École nationale de commerce de Paris.
De 1983 à 1992, il publie deux manuels scolaires et plusieurs dossiers pédagogiques pour la collection « Folio Junior » des Éditions Gallimard.
Il se fait remarquer par deux thrillers psychologiques – Neutralité malveillante (Calmann-Lévy, 1992) et Mortel transfert (C.-Lévy, 1997) – qui traitent des rapports troubles unissant les analystes à leurs patients.
Dans l'intervalle, il signe La Nuit du professeur (C.-Lévy, 1994), roman qui donne de l’enseignement une image acerbe.
Il renouvelle son inspiration en s'attaquant à la littérature avec Une place parmi les vivants (C.-Lévy, 2001), Le Grand Faiseur (Actes Sud, 2002), parodie des romans hard-boiled, et Longtemps, je me suis couché de bonne heure (Actes Sud, 2004), roman initiatique, à travers l'histoire d'un malfrat.
Jean-Pierre Gattégno manifeste un goût pour les intrigues psychologiques et les personnages ambigus. Il cumule deux qualités, selon ses lecteurs : une solidité de style et un sens aiguisé du récit. Ce double talent lui a valu d'être porté à l'écran par Francis Girod, Jean-Jacques Beineix et Raoul Ruiz.

## Œuvre

#### Romans
- Neutralité malveillante. Prix Goya du premier roman de la Cité Scolaire Borde Basse à Castres (Académie de Toulouse) 1992. Prix Palissy 1993. Prix du Festival du premier roman Chambéry-Savoie 1993.
  - Paris : Calmann-Lévy, 1992, 237 p. Réimpr. 1996 avec un bandeau-jaquette portant la mention : “ Au cinéma Passage à l’acte, un film de Francis Girod ”.
  - Paris : LGF, 1998, 190 p. (Le Livre de poche ; no 14378. Policier).

- La Nuit du professeur.
  - Paris : Calmann-Lévy, avril 1994, 239 p. NB : bandeau-jaquette avec la mention “ Par l’auteur de Neutralité malveillante ”.

- Mortel transfert
  - Paris : Calmann-Lévy, 1997, 249 p.
  - Paris : LGF, 2000, 253 p. (Le Livre de poche ; no 14976. Policier). La couv. porte en plus : “ Un film de Jean-Jacques Beineix ”
  - Paris : Calmann-Lévy, 2001, 249 p.
  - Paris : le Grand livre du mois, 2001, 249 p.

- Une place parmi les vivants
  - Paris : Calmann-Lévy, 2001, 237 p.
  - Paris : Le Grand livre du mois, 2001, 237 p.
  - Paris : LGF, 2003, 253 p. (Le Livre de poche ; no 15584).

- Le Grand Faiseur
  - Arles : Actes Sud, 2002, 222 p. (Domaine français).
  - Auvers-sur-Oise : À vue d'œil, 2003, 334 p. NB : éd. en gros caractères.
  - Arles : Actes Sud, 2007, 221 p. (Babel ; 825).  (ISBN 978-2-7427-6916-2)

- Longtemps, je me suis couché de bonne heure
  - Arles : Actes Sud, 2004, 270 p. (Domaine français).
  - Arles : Actes Sud, 2006, 270 p. (Babel ; no 749).

- Avec vue sur le Royaume
  - Arles : Actes Sud, 2007, 362 p. (Domaine français). Prix Alberto Benveniste 2008. Prix des lecteurs de Val d'Isère 2008.

- J'ai tué Anémie Lothomb.
  - Paris : Calmann-Lévy, 2009, 246 p.

- Mon âme au diable.
  - Paris : Calmann-Lévy, 2010, 240 p.

- Le Seigneur de la route.
  - Paris : Calmann-Lévy, 2012, 240 p.

- Les Aventures de l'infortuné marrane Juan de Figueras
  - Paris : L'Antilope, 2018, 440 p.  (ISBN 979-10-95360-50-6)

#### Essai
- Sur le divan.
  - Paris : Calmann-Lévy, 2007, 128 p.

#### Nouvelles
- “ Le Photomate ”. Libération, 6-7-8 juin 1981, nouvelle série no 21, p. 25, rubr. “ Courrier ”.
- “ Première nouvelle ”. Libération, 19 août 1985, p. 33, rubr. “ Courrier ”.
- “ 10-9-100-4-20-13 ”. Photographies de Benoît Prédine. Paris, MCW production, janvier 1993. Calendrier en 12 cartes ill. sous pochette.
- “ L’après-midi d’un homme d’affaires ”. In Belleville est un roman. Paris, Librairie de l’Atelier, juillet 1995, p. 25-28.
- “ À 15 heures au Café anglais ”. Mixt(e), printemps 2001, no 13.
- “ Autopsie d’un meurtre ”. In BEC, Bernard (dir.). Écrans noirs : 22 nouvelles “ Polar, cinéma et stars ”. Tome 1. Cognac, le Marque-Page, 2002, p. 83-98. Notice biographique p. 99. NB : anthologie composée à l’occasion du Salon du Polar de Cognac.

### Filmographie
- Passage à l’acte (Film. France, 1996). Réal. Francis Girod. Scénario : Francis Girod, Michel Grisolia et Gérard Miller d’après le roman de Jean-Pierre Gattégno Neutralité malveillante. Avec Daniel Auteuil, Patrick Timsit, Anne Parillaud, Michèle Laroque.

- Mortel Transfert (Film. France-Allemagne, 2000). Distinctions : Sélection section Panorama, Festival du Film de Berlin 2001. Film d’ouverture du Festival du Film de Hong Kong 2001. Second Prix Festival international du Film de Seattle 2001. Réalisation : Jean-Jacques Beineix. Scénario et dialogues : Jean-Jacques Beineix d’après le roman de Jean-Pierre Gattégno. Avec Jean-Hugues Anglade, Hélène de Fougerolles, Miki Manojlović, Valentina Sauca, Robert Hirsch, Yves Rénier, Denis Podalydès.

- Une place parmi les vivants (Téléfilm. France, 2003). Réalisation : Raoul Ruiz. Scénario : Gilles Morris Dumoulin d’après le roman de Jean-Pierre Gattégno. Avec Christian Vadim, Thierry Gibault, Valérie Kaprisky et Cécile Bois.